# Asimetría actor-observador
La asimetría actor-observador (también llamada sesgo actor-observador) explica los errores que uno comete cuando se forma atribuciones sobre el comportamiento de otros (Jones y Nisbett 1971). Cuando las personas juzgan su propio comportamiento y son el actor, es más probable que atribuyan sus acciones a la situación particular que a una generalización sobre su personalidad. Sin embargo, cuando un observador está explicando el comportamiento de otra persona (el actor), es más probable que atribuyan este comportamiento a la disposición general de los actores más que a factores situacionales.

## Planteamiento
Este error frecuente muestra el sesgo que las personas tienen en sus evaluaciones de comportamiento (Miller y Norman 1975). Debido a que las personas conocen mejor los factores situacionales (externos) que afectan sus propias decisiones, es más probable que vean su propio comportamiento afectado por la situación social en la que se encuentran. Sin embargo, debido a que los efectos situacionales del comportamiento ajeno son menos accesibles, los observadores ven el comportamiento del actor como influenciado más por la personalidad general del actor. La asimetría actor-observador es un componente del error de atribución final.
Este término entra dentro de la "teoría de la atribución". La hipótesis específica de una asimetría actor-observador en la atribución (explicaciones del comportamiento) fue originalmente propuesta por Jones y Nisbett (1971), cuando afirmaron que "los actores tienden a atribuir las causas de su comportamiento a los estímulos inherentes a la situación, mientras que los observadores tienden a atribuir el comportamiento a las disposiciones estables del actor "(Jones y Nisbett 1971, p.93). Con el apoyo de la evidencia inicial, la hipótesis se mantuvo durante mucho tiempo como firmemente establecida, describiendo un fenómeno robusto y penetrante de la cognición social.
Sin embargo, un metanálisis de todas las pruebas publicadas de la hipótesis entre 1971 y 2004 (Malle 2006) arrojó un resultado contradictorio: no había asimetría actor-observador del tipo que Jones y Nisbett (1971) habían propuesto. Malle (2006) interpretó este resultado no tanto como una prueba de que los actores y observadores explicaron el comportamiento exactamente de la misma manera sino como evidencia de que la hipótesis original era fundamentalmente defectuosa en la forma en que enmarcaba las explicaciones de conducta de las personas, es decir, como atribuciones a disposiciones estables o a la situación. En el contexto de una teoría diferente de la explicación, Malle et al. (2007) probaron un conjunto alternativo de tres asimetrías actor-observador y encontraron un soporte consistente para todas ellas. Por lo tanto, la asimetría actor-observador no existe en una formulación teórica (teoría de la atribución tradicional), pero sí existe en la nueva formulación teórica alternativa. Malle (2011) argumenta que esto favorece la formulación teórica alternativa, pero los libros de texto actuales aún no han abordado por completo este desafío teórico.
Las consideraciones de las diferencias actor-observador se pueden encontrar también en otras disciplinas, como la filosofía (por ejemplo, acceso privilegiado, incorregibilidad), los estudios de gestión, la inteligencia artificial, la semiótica, la antropología y la ciencia política.

## Antecedentes y formulación inicial
El trasfondo de esta hipótesis fue en la década de 1960, con el creciente interés de la psicología social en los mecanismos cognitivos mediante los cuales las personas dan sentido a su propia conducta y la de los demás. Este interés fue instigado por el libro de Fritz Heider (1958), The Psychology of Interpersonal Relations, y la investigación derivada se conoce como "investigación de la atribución" o "teoría de la atribución".
La hipótesis específica de una "asimetría actor-observador" fue propuesta por primera vez por los psicólogos sociales Jones y Nisbett en 1971. Jones y Nisbett plantearon la hipótesis de que estos dos roles (actores y observadores) producen explicaciones asimétricas. Los resultados de sus investigaciones mostraron que "existe una tendencia generalizada de los actores a atribuir sus acciones a los requisitos situacionales, mientras que los observadores tienden a atribuir las mismas acciones a disposiciones personales estables". Por ejemplo, un estudiante que estudia mucho para un examen es probable que explique su propio estudio intensivo (del actor) refiriéndose al próximo examen difícil (un factor situacional), mientras que otras personas (los observadores) probablemente le expliquen que estudia debido a sus disposiciones, como ser trabajador o ambicioso.

## Evidencia temprana y recepción
Poco después de la publicación de la hipótesis actor-observador, numerosos estudios de investigación pusieron a prueba su validez, en particular, la primera prueba de este tipo realizada por Nisbett et al. (1973) Los autores encontraron evidencia inicial para la hipótesis, y también lo hizo Storms (1973), quien también examinó una posible explicación de la hipótesis: que los actores explican sus comportamientos con referencia a la situación porque atienden a la situación (no a sus propios comportamientos) mientras que los observadores explican el comportamiento del actor por referencia a las disposiciones del actor porque atienden a la conducta del actor (no a la situación). Basado en gran medida en esta evidencia inicial de apoyo, la confianza en la hipótesis se volvió uniformemente alta. La asimetría fue descrita como "robusta y bastante general", "firmemente establecida" y "una parte arraigada de la psicología científica". Del mismo modo, la evidencia de la asimetría se consideró "abundante" y "generalizada".

## Evidencia reciente
Se han publicado más de 100 estudios desde 1971 en los que la hipótesis se sometió a pruebas adicionales (a menudo en el contexto de probar otra hipótesis sobre atribuciones causales). Malle (2006) examinó toda esta literatura en un metaanálisis, que es una forma sólida de identificar patrones de evidencia consistentes con respecto a una hipótesis dada a través de un amplio conjunto de estudios. El resultado de este análisis fue deslumbrante: en 170 pruebas individuales, la asimetría prácticamente no existía. (El tamaño promedio del efecto, calculado de varias formas aceptadas, varió de d = -0.016 a d = 0.095; corregido para el sesgo de publicación, el tamaño promedio del efecto fue 0.) En condiciones circunscriptas (es decir, si el actor fue retratado como muy idiosincrásico, o en eventos negativos), a veces se puede encontrar, pero en otras condiciones, se encontró lo contrario. La conclusión fue que la suposición ampliamente aceptada de una asimetría actor-observador en la atribución era falsa.
En contraste con el artículo de Malle (2006), otras investigaciones han mostrado una fuerte presencia de la asimetría actor-observador incluso en instancias con personas familiares. Krueger et al. (1996) llevaron a cabo un estudio sobre pares de compañeros de habitación universitarios, quienes se conocían bien. Los investigadores apuntaron a pares familiares de participantes para descubrir si existía o no la asimetría actor-observador en condiciones que podrían funcionar atípicamente en su contra. La literatura previa sugiere que la asimetría actor-observador no estaría presente en situaciones donde los actores y los observadores estaban familiarizados entre sí, razón por la cual Krueger y sus colegas querían realizar el estudio con pares familiares. Cada participante respondió tres cuestionarios donde los puntajes finales se compararon entre sí para comprender la presencia de la asimetría actor-observador. Los resultados mostraron que el género no afectaba los hallazgos, por lo tanto, si las parejas eran del mismo sexo o del sexo opuesto no era un mediador para los datos. Los investigadores descubrieron que los actores eran conscientes de la asimetría actor-observador, pero los observadores no, que es típicamente lo que sucede en la vida cotidiana. Krueger y sus colegas mostraron otro lado de la asimetría actor-observador, en el que está presente incluso entre personas conocidas.
Incluso se publicaron pruebas más recientes sobre la aceptabilidad social de las acciones y la velocidad con la que la percepción de un observador del carácter moral de un actor se determina y se ve afectada por la asimetría actor-observador. Critcher et al. (2012) realizaron dos experimentos para apoyar la idea de que una acción inmoral es seguida rápidamente por una evaluación negativa del personaje moral del actor por parte del observador. Por otro lado, una decisión moralmente buena de un actor se evalúa positivamente con respecto al carácter moral de ese actor. Esto se debe a que se observa que las acciones se han realizado con un grado de certeza e intencionalidad por parte del actor, y motivos más distintos son la causa subyacente de estas acciones, creando así evaluaciones más contrastadas del actor por parte del actor. observador.

## Reformulación teórica
El resultado del metaanálisis implica que, en general, los actores y los observadores explican los comportamientos de la misma manera. Pero todas las pruebas de la hipótesis clásica presuponen que las personas explican el comportamiento al referirse a causas "disposicionales" frente a "situacionales". Esta suposición resultó ser incorrecta para la clase de eventos de comportamiento que las personas explican con más frecuencia en la vida real (Malle y Knobe 1997): comportamientos intencionales (por ejemplo, comprar un automóvil nuevo, hacer un comentario mezquino). Las personas explican los comportamientos involuntarios en formas que el marco tradicional de la situación de disposición puede capturar, pero explican los comportamientos intencionales mediante el uso de conceptos muy diferentes (Buss, 1978; Heider, 1958).
Una teoría empírica reciente de cómo las personas explican el comportamiento fue propuesta y probada por Malle (1999, 2004), centrándose en el postulado de que los comportamientos intencionales se explican típicamente por razones: los estados mentales (típicamente creencias y deseos) a la luz de los cuales y en los motivos por los cuales el agente decidió actuar (un postulado discutido durante mucho tiempo en la filosofía de la acción). Pero las personas que explican el comportamiento intencional tienen que tomar varias decisiones, y la teoría identifica los antecedentes psicológicos y las consecuencias de estas elecciones:
- dando explicaciones de razones o explicaciones de "historia causal de la razón (CHR)" (que se refieren a factores de fondo como cultura, personalidad o factores causales del contexto que provocaron las razones del agente pero que no fueron en sí mismas razones para actuar);
- dando razones de deseo o creencias;
- marcando lingüísticamente una razón de creencia con su verbo de estado mental (p. ej., "Ella pensó que ..."; "Asume que ...").

Los estudios empíricos han respaldado hasta ahora este marco teórico.
En este marco, la asimetría actor-observador se reformuló de hecho como si constara de tres asimetrías: los actores ofrecen más explicaciones de la razón (en relación con las explicaciones de la CHR) que los observadores; que los actores ofrecen más razones de creencias (en relación con las razones de deseo) que los observadores; y que los actores usan menos marcadores de razón de creencias que los observadores (Malle 1999). Malle et al. (2007) probaron estas asimetrías en 9 estudios y encontraron un apoyo consistente para ellas. En los mismos estudios, también probaron la hipótesis clásica de la persona / disposición frente a la situación y sistemáticamente no encontraron apoyo para ella.
Por lo tanto, las personas parecen explicar sus propias acciones de forma diferente a cómo explican las acciones de otras personas. Pero estas diferencias no radican en el predominio del uso de causas "disposicionales" frente a "situacionales". Solo cuando las explicaciones de las personas se separan en distinciones teóricamente significativas (por ejemplo, razones versus historia causal de explicaciones de la razón) surgen las diferencias.
Además, se ha propuesto una teoría alternativa llamada teoría folk-conceptual. En contraste con la asimetría actor-observador, postula que las explicaciones de comportamiento de las personas varían en base a tres parámetros clave (estos parámetros son: uso de explicaciones de razón vs. explicaciones de historia causal, uso de razones de creencias vs. razones de deseo, y el uso de marcadores de estado mental).

### Trascendencia
Las elecciones de diferentes explicaciones para el comportamiento intencional (razones, razones de creencias, etc.) indican funciones psicológicas particulares. Las razones, por ejemplo, parecen reflejar (entre otras cosas) la cercanía psicológica. Las personas aumentan las explicaciones de la razón (en relación con las explicaciones de CHR) cuando explican su propia conducta y no la de otra persona (Malle et al., 2007), cuando retratan a otra persona de forma positiva (Malle et al., 2007) y cuando explican comportamientos de agentes no humanos para los que tienen la propiedad y el afecto (por ejemplo, un pez mascota, Kiesler, Lee y Kramer 2006). Por el contrario, las personas usan menos razones y más explicaciones de CHR cuando explican comportamientos de colectivos o grupos agregados (O'Laughlin y Malle 2002). Las asimetrías actor-observador pueden, por lo tanto, verse como parte de un continuo más amplio de distancia psicológica que las personas tienen con varios tipos de mentes (las suyas, las de los demás, los grupos, los animales, etc.).

## Diferencias culturales
Las diferencias culturales pueden afectar la forma en que ciertos comportamientos o acciones se atribuyen e interpretan. Las investigaciones actuales respaldan la idea de que la cultura occidental enfatiza el individualismo, mientras que las culturas de Asia oriental enfatizan el colectivismo. Las culturas individualistas se centran en el objeto y atribuyen el comportamiento a una disposición general dentro de una situación, mientras que las culturas colectivistas se centran en el contexto y los factores externos que influyen en el comportamiento. Masuda y Nisbett (2001) encontraron al ver una escena submarina que los estadounidenses se centraron más en los peces en el primer plano y en la dirección en la que nadaban dentro del tanque que en el fondo del ambiente. Esto respalda la idea de que los estadounidenses están predispuestos a atribuir el comportamiento a la señal de disposición en que están directamente presentes en el entorno o en primer plano. Esto se opone a los participantes japoneses que se centraron en los peces, pero también se enfocaron en el entorno (plantas, otros animales). Esto muestra cómo las personas de las culturas de Asia oriental son más propensas a atribuir el comportamiento a las señales situacionales y situacionales del entorno. 
Además, Choi y Nisbett (2008) encontraron que cuando las limitaciones situacionales de los participantes en un experimento se volvían más sobresalientes, solo los participantes de Asia oriental tenían una mayor percepción de las limitaciones situacionales y emitían sus juicios en consecuencia. Esto se opone a los participantes de América del Norte que mostraron poco o ningún cambio en la percepción de las limitaciones situacionales.

## Conceptos relacionados pero distintos

### Sesgo actor-observador
En lugar de hablar de una hipótesis de asimetría actor-observador, algunos libros de texto y artículos de investigación hablan de un "sesgo actor-observador". El término "parcialidad" se usa generalmente para implicar que uno de los explicadores (ya sea el actor o el observador) es parcial o incorrecto en sus explicaciones. Pero cuál de ellos -el actor o el observador- se supone incorrecto no está claro en la literatura. Por un lado, la hipótesis de Ross (1977) de un "error de atribución fundamental" sugiere que los observadores son incorrectos, porque muestran una tendencia general a poner demasiado énfasis en las explicaciones disposicionales y subestimar las situacionales. Por otro lado, Nisbett y Wilson (1977) argumentaron que los actores realmente no conocen las verdaderas causas de sus acciones (la llamada "ilusión de introspección") y con frecuencia simplemente inventan explicaciones plausibles. Jones y Nisbett (1971) no se comprometieron a llamar a la asimetría hipotética actor-observador un sesgo o un error. De manera similar, las posiciones teóricas recientes consideran que las asimetrías no son un sesgo, sino el resultado de múltiples diferencias cognitivas y de motivación que existen fundamentalmente entre los actores y los observadores.

### Sesgo de autoservicio
La asimetría actor-observador a menudo se confunde con la hipótesis de un sesgo interesado en la atribución: la afirmación de que las personas eligen las explicaciones de forma estratégica para que aparezcan de una manera más positiva. La diferencia importante entre las dos hipótesis es que se espera que la asimetría asumida actor-observador se mantenga para todos los eventos y comportamientos (ya sean positivos o negativos) y requiera una comparación específica entre las explicaciones de los actores y las explicaciones de los observadores. El sesgo egoísta a menudo se formula como una inversión total en las tendencias de explicación de actores y observadores en función de los eventos positivos frente a los negativos. En términos de atribución tradicional, esto significa que para eventos positivos (por ejemplo, obtener una A en un examen), los actores seleccionarán explicaciones que se refieren a sus propias disposiciones (por ejemplo, "Soy inteligente") mientras que los observadores seleccionarán explicaciones que hagan referencia a la situación del actor (por ej., "La prueba fue fácil"); sin embargo, para eventos negativos (por ejemplo, recibir una F en el examen), los actores seleccionarán explicaciones que se refieran a la situación (por ejemplo, "La prueba fue increíblemente difícil") mientras que los observadores seleccionarán explicaciones que hagan referencia a las disposiciones del actor (ej. , "no es lo suficientemente inteligente").

### Sesgo de positividad
La asimetría actor-observador puede parecer similar a la hipótesis de un sesgo de positividad en la atribución: la afirmación de que las personas están predispuestas a realizar evaluaciones favorables. Esta hipótesis establece que las personas atribuirán su comportamiento con consecuencias positivas a factores internos y su comportamiento con consecuencias negativas para factores externos. El sesgo de positividad se describe en términos de las atribuciones de los actores de su propio comportamiento. Esto significa que las personas atribuirán su comportamiento que recibió una consecuencia positiva (pasa su examen de conducir y recibir su licencia de conducir) a un factor interno (realmente conozco el material). Sin embargo, las personas atribuirán su comportamiento en el que recibieron una consecuencia negativa (que no pasa una prueba de conducir) a un factor externo (el sol me daba en los ojos).

### Sesgo de correspondencia
Los observadores atribuyen acciones de otros a su comportamiento futuro. Presenciar las acciones de uno hace que el testigo atribuya esas mismas acciones al comportamiento futuro de esa persona. Esto explica por qué las primeras impresiones son tan importantes para nosotros. Una vez que se ve una acción, es difícil para el observador imaginar cualquier otro comportamiento diferente del actor. Sin embargo, por otro lado, es difícil para los actores atribuir una acción que han hecho a todo su comportamiento. Se ven a sí mismos como más receptivos, y por lo tanto creen que tienen el control de todos los asuntos situacionales. Como el actor puede atribuir cada acción en el pasado que ha hecho, el observador solo puede atribuir la única acción que se ve a ese actor. Por lo tanto, atribuirá los medios disposicionales, en lugar de los medios situacionales, al actor.

### Investigaciones iniciales
- ·  Heider, Fritz (1958). The psychology of interpersonal relations. New York: Wiley.
- ·  Jones, Edward; Nisbett, Richard (1971). The actor and the observer: Divergent perceptions of the causes of behavior. New York: General Learning Press.
- ·  Miller, Dale T.; Norman, Stephen A. (1975). "Actor-observer differences in perceptions of effective control". Journal of Personality and Social Psychology. 31 (3): 503–515. doi:10.1037/h0076485.
- ·  Nisbett, Richard; Caputo, Craig; Legant, Patricia; Marecek, Jeanne (1973). "Behavior as seen by the actor and as seen by the observer". Journal of Personality and Social Psychology. 27 (2): 154–164. doi:10.1037/h0034779.
- ·  Storms, Michael (1973). "Videotape and the attribution process: Reversing actors' and observers' points of view". Journal of Personality and Social Psychology. 27 (2): 165–175. doi:10.1037/h0034782. PMID 4723963.

### Investigaciones posteriores
- ·  Critcher, Clayton; Inbar, Yoel; Pizarro, David (2012). "How quick decisions illuminate moral character". Social Psychology and Personality Science. 4 (3): 308–315. doi:10.1177/1948550612457688.
- ·  Kiesler, Sara; Lee, Shang-Lin; Kramer, Adam (2006). "Relationship effects in psychological explanations of nonhuman behavior". Anthrozoös. 19 (4): 335–352. doi:10.2752/089279306785415448.
- ·  Krueger, Joachim; Ham, Jacob; Linford, Kirsten (1996). "Perceptions of behavioral consistency: Are people aware of the actor-observer effect?". Psychological Science. 7 (5): 259–264. doi:10.1111/j.1467-9280.1996.tb00371.x.
- ·  Malle, Bertram; Knobe, Joshua (1997). "Which behaviors do people explain? A basic actor-observer asymmetry". Journal of Personality and Social Psychology. 72 (2): 288–304. doi:10.1037/0022-3514.72.2.288.
- ·  Malle, Bertram (1999). "How people explain behavior: A new theoretical framework". Personality and Social Psychology Review. 3 (1): 23–48. doi:10.1207/s15327957pspr0301_2. PMID 15647146.
- ·  Malle, Bertram (2004). How the Mind Explains Behavior: Folk Explanations, Meaning, and Social Interaction. MIT Press. ISBN 9780262134453.
- ·  Malle, Bertram (2006). "The actor-observer asymmetry in causal attribution: A (surprising) meta-analysis". Psychological Bulletin. 132 (6): 895–919. doi:10.1037/0033-2909.132.6.895. PMID 17073526.
- ·  Malle, Bertram; Knobe, Joshua; Sarah, Nelson (2007). "Actor-observer asymmetries in explanations of behavior: New answers to an old question". Journal of Personality and Social Psychology. 93 (4): 491–514. doi:10.1037/0022-3514.93.4.491. PMID 17892328.
- ·  Malle, Bertram (2011). "Time to give up the dogmas of attribution: An alternative theory of behavior explanation" (PDF). Advances in Experimental Social Psychology (PDF). 44. pp. 297–352. doi:10.1016/B978-0-12-385522-0.00006-8. Archived from the original on 2015-11-23.
- ·  O'Laughlin, Matthew J.; Malle, Bertram F. (2002). "How people explain actions performed by groups and individuals". Journal of Personality and Social Psychology. 82 (1): 33–48. doi:10.1037/0022-3514.82.1.33. PMID 11811632.
- ·  Robins, Richard W.; Spranca, Mark D.; Mendelsohn, Gerald A. (1996). "The actor-observer effect revisited: Effects of individual differences and repeated social interactions on actor and observer attributions". Journal of Personality and Social Psychology. 71 (2): 375–389. doi:10.1037/0022-3514.71.2.375. PMID 8765487.

### En diferencias culturales
- ·  Choi, Incheol; Nisbett, Richard (1998). "Situational Salience and Cultural Differences in the Correspondence Bias and Actor-Observer Bias". Personality and Social Psychology Bulletin. 24 (9): 949–960. doi:10.1177/0146167298249003.
- ·  Masuda, Takahiko; Nisbett, Richard (2001). "Attending holistically versus analytically: Comparing the context sensitivity of Japanese and Americans". Journal of Personality and Social Psychology. 81 (5): 922–934. doi:10.1037/0022-3514.81.5.922. PMID 11708567.